# Чхве Сан Сун
Чхве  Сан Сун (нар. 13 лютого 1972) — південнокорейський борець греко-римського стилю, бронзовий призер чемпіонату світу, триразовий чемпіон Азії, дворазовий чемпіон Азійських ігор, срібний призер Кубкіу світу, учасник двох Олімпійських ігор.

## Життєпис
Боротьбою почав займатися з 1985 року. У 1991 році став бронзовим призером чемпіонату світу серед молоді.
Виступав за спортивний клуб компанії «Song Shin». Тренер — Ан Дхон Чон.

## Спортивні результати на міжнародних змаганнях

### Виступи на Олімпіадах
| Змагання                    | Збірна         | Вагова категорія                 | Місце |
| --------------------------- | -------------- | -------------------------------- | ----- |
| Літні Олімпійські ігри 1996 | Південна Корея | греко-римська боротьба, до 62 кг | 9     |
| Літні Олімпійські ігри 2000 | Південна Корея | греко-римська боротьба, до 63 кг | 11    |

### Виступи на Чемпіонатах світу
| Змагання                        | Збірна         | Вагова категорія                 | Місце  |
| ------------------------------- | -------------- | -------------------------------- | ------ |
| Чемпіонат світу з боротьби 1995 | Південна Корея | греко-римська боротьба, до 62 кг | 6      |
| Чемпіонат світу з боротьби 1998 | Південна Корея | греко-римська боротьба, до 63 кг | Бронза |

### Виступи на Чемпіонатах Азії
| Змагання                       | Збірна         | Вагова категорія                 | Місце  |
| ------------------------------ | -------------- | -------------------------------- | ------ |
| Чемпіонат Азії з боротьби 1995 | Південна Корея | греко-римська боротьба, до 62 кг | Золото |
| Чемпіонат Азії з боротьби 1996 | Південна Корея | греко-римська боротьба, до 62 кг | Золото |
| Чемпіонат Азії з боротьби 1997 | Південна Корея | греко-римська боротьба, до 69 кг | Золото |

### Виступи на Азійських іграх
| Змагання           | Збірна         | Вагова категорія                 | Місце  |
| ------------------ | -------------- | -------------------------------- | ------ |
| Азійські ігри 1994 | Південна Корея | греко-римська боротьба, до 62 кг | Золото |
| Азійські ігри 1998 | Південна Корея | греко-римська боротьба, до 63 кг | Золото |

### Виступи на Кубках світу
| Змагання                    | Збірна         | Вагова категорія                 | Місце  |
| --------------------------- | -------------- | -------------------------------- | ------ |
| Кубок світу з боротьби 1997 | Південна Корея | греко-римська боротьба, до 69 кг | Срібло |

### Виступи на змаганнях молодших вікових груп
| Змагання                                      | Збірна         | Вагова категорія                 | Місце  |
| --------------------------------------------- | -------------- | -------------------------------- | ------ |
| Чемпіонат світу з боротьби серед молоді 1991  | Південна Корея | греко-римська боротьба, до 62 кг | Бронза |
| Чемпіонат світу з боротьби серед юніорів 1990 | Південна Корея | греко-римська боротьба, до 58 кг | 4      |